# Редколесье (Тернопольская область)
Редколесье (укр. Рідколісся) — село в Монастырисской городской общине Чортковского района Тернопольской области Украины.
Население по переписи 2001 года составляло 65 человек. Почтовый индекс — 48305. Телефонный код — 3555.

## История
В 1946 году село Изабела переименовано в Редколесье.
До 2020 года входило в Монастырисский район.